# El vuelo de la paloma
El vuelo de la paloma és una pel·lícula espanyola de 1989 dirigida per José Luis García Sánchez i protagonitzada per Ana Belén. La pel·lícula es va rodar entre 1987 i 1988 i es va estrenar el 8 de febrer de 1989 en la secció Panorama del Festival Internacional de cinema de Berlín. Es reestrenà el 27 de juliol de 2018 en cinemes i amb molt bones crítiques.

## Argument
Es roda una pel·lícula en Madrid sobre la guerra civil espanyola. Paloma, una bella dona que malviu amb el seu marit borratxo, coneix a un actor al qual admira i entre ells hi sorgeix una mútua atracció. Es tracta d'una comèdia políticament incorrecta amb un humor més aviat gruixut i que aborda assumptes com la pederàstia, el racisme, el masclisme, la reconciliació política o els drets dels treballadors.

## Repartiment
- Ana Belén - Paloma
- José Sacristán - Pepe
- Juan Luis Galiardo - Luis Doncel
- Juan Echanove - Juancho
- Antonio Resines- Toñito
- Miguel Rellán - Miguel
- Luis Ciges - Columela
- Manuel Huete - Ciri
- José María Cañete - Cañete
- Amparo Valle - Paula

## Palmarès cinematogràfic
IV Premis Goya
| Categoria                   | Candidat                               | Resultat |
| --------------------------- | -------------------------------------- | -------- |
| Millor actriu protagonista  | Ana Belén                              | Nominada |
| Millor actor de repartiment | Juan Echanove                          | Nominat  |
| Millor actor de repartiment | Juan Luis Galiardo                     | Nominat  |
| Millor actor de repartiment | Manuel Huete                           | Nominat  |
| Millor guió original        | Rafael Azcona José Luis García Sánchez | Nominats |

Fotogramas de Plata 1989
| Categoria              | Candidat      | Resultat |
| ---------------------- | ------------- | -------- |
| Millor actor de cinema | Juan Echanove | Nominat  |